# Serica atratula
Serica atratula är en skalbaggsart som beskrevs av Leconte 1856. Serica atratula ingår i släktet Serica och familjen Melolonthidae. Utöver nominatformen finns också underarten S. a. monita.